# Мобилография

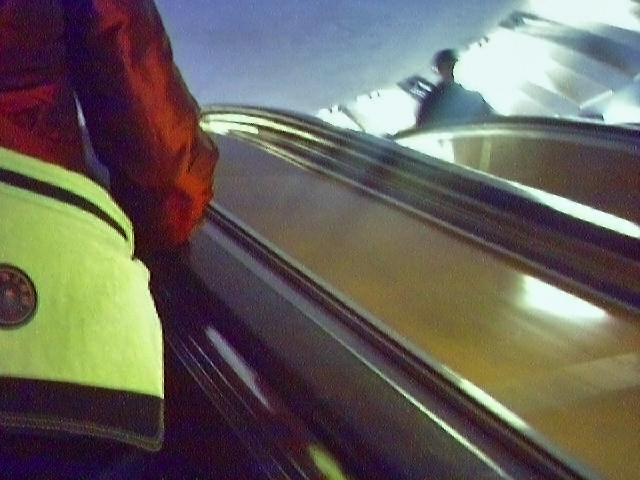
Из Арт-проекта «Мобилография» (фотография сделанная мобильным телефоном)

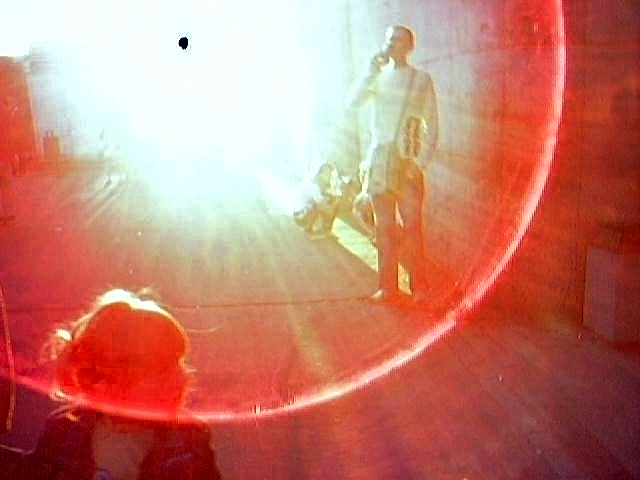
Из Арт-проекта «Мобилография» (фотография сделанная мобильным телефоном)

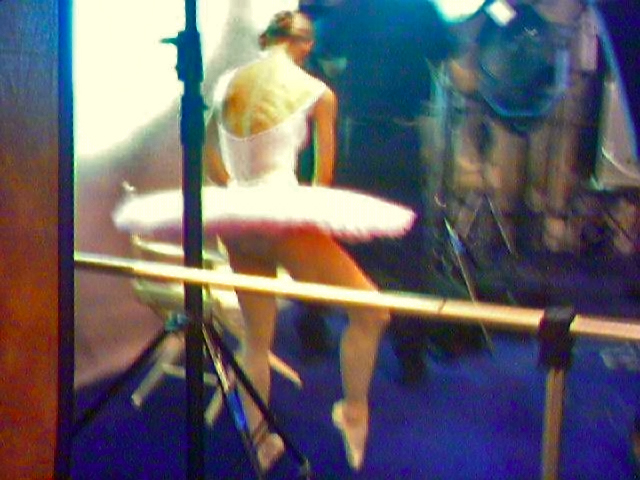
Из Арт-проекта «Мобилография» (фотография сделанная мобильным телефоном)

Мобилография (от лат. mobilis — «подвижный», и греч. γραφώ — «писать») — разновидность фотографического искусства, при котором в качестве инструмента используются электронные приборы со встроенной цифровой фотокамерой, первоначально не предназначенные для профессиональной фотосъемки, такие как мобильные телефоны, карманные персональные компьютеры, компасы, бинокли, зажигалки и тому подобное.

## История
Понятие «мобилографии» было введено российским художником Дмитрием Резваном, в 2004 году основавшим Всемирное общество мобилографов, поставившее перед собой задачу популяризации мобилографии в мире. По мнению доктора филологических наук Валерия Березина, «на первом этапе своего развития мобилография <…> выступала как игра с изображением, средство конструирования зримого образа, своего рода медиаэпатажа публики», поскольку медиакультура «сначала выявляет сугубо игровые, сенсационно-неповторимые и абсурдные для обычного взгляда и понимания возможности техники». В то же время с самого начала мобилография как разновидность фотографического искусства рассматривалась в контексте революции, которую новая технология должна произвести в репортажной и бытовой фотосъёмке.
В 2005 году для популяризации мобилографии в Москве были проведены две выставки «Актуальная мобилография» с участием ведущих современных художников, так или иначе связанных с фотоискусством, — Семёна Файбисовича, Франциско Инфантэ, Владислава Мамышева-Монро, Андрея Бартенева, Сергея Шутова, Владимира Дубосарского, Игоря Макаревича и др., — при этом фотографии, снятые камерой мобильного телефона, были отпечатаны в крупном формате для демонстрации в галерее. Критика отмечала, что технологически несовершенные камеры ранних мобильных телефонов создавали искажения, чреватые художественным эффектом, и целому ряду художников этот эффект оказался созвучен. «Стремление к качеству и увеличению веса картинок — часто вещи, прикрывающие творческую импотенцию. Мобилография — это путь, по которому мы пойдём, — она убирает всё лишнее», — отметил участник одной из выставок Олег Кулик. В дальнейшем выставки мобилографии проходили и в других городах.
С повышением качества фотокамер в мобильных телефонах и общей распространённости телефонов при обсуждении мобилографии акцент начал делаться на универсальность средств и подходов, используемых в фотографии независимо от применяемой аппаратуры.
В 2013 году была предпринята попытка издания цифрового журнала FLTR, полностью посвящённого мобилографии.